# Narceus americanus
Narceus americanus är en mångfotingart som först beskrevs av Palisot de Beauvois 1817.  Narceus americanus ingår i släktet Narceus, och familjen Spirobolidae. Inga underarter finns listade.

## Bildgalleri

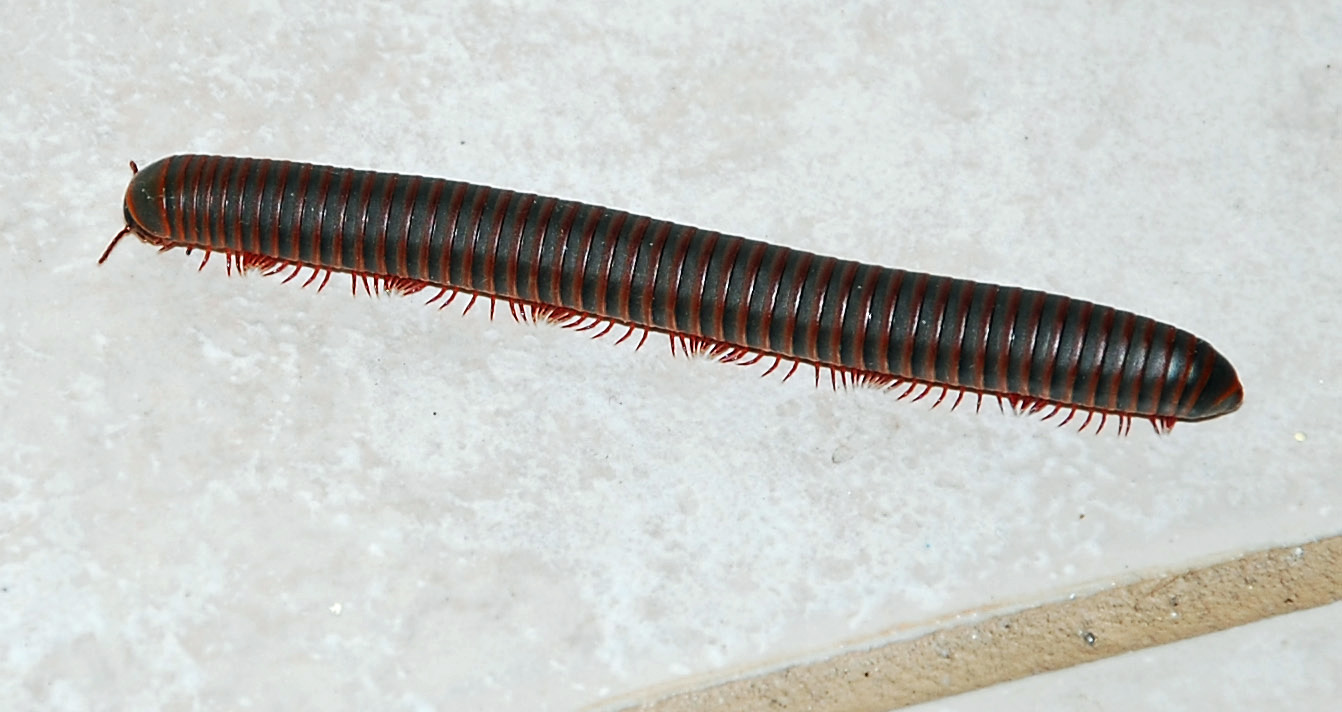
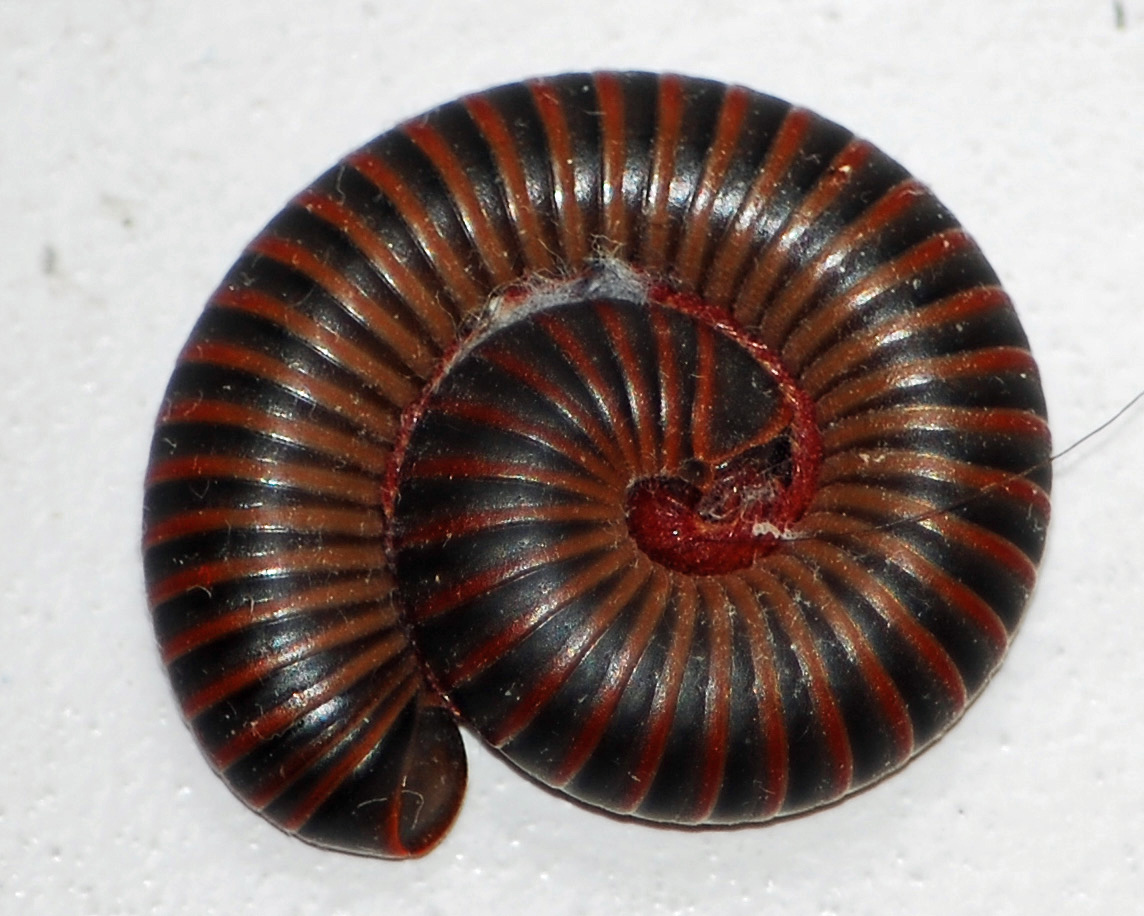
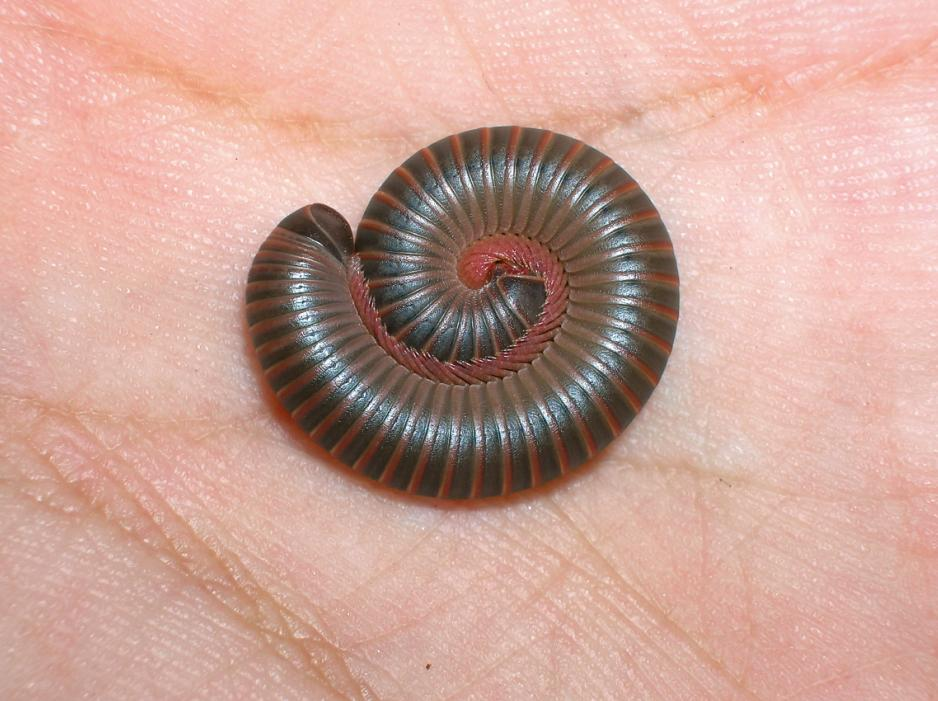
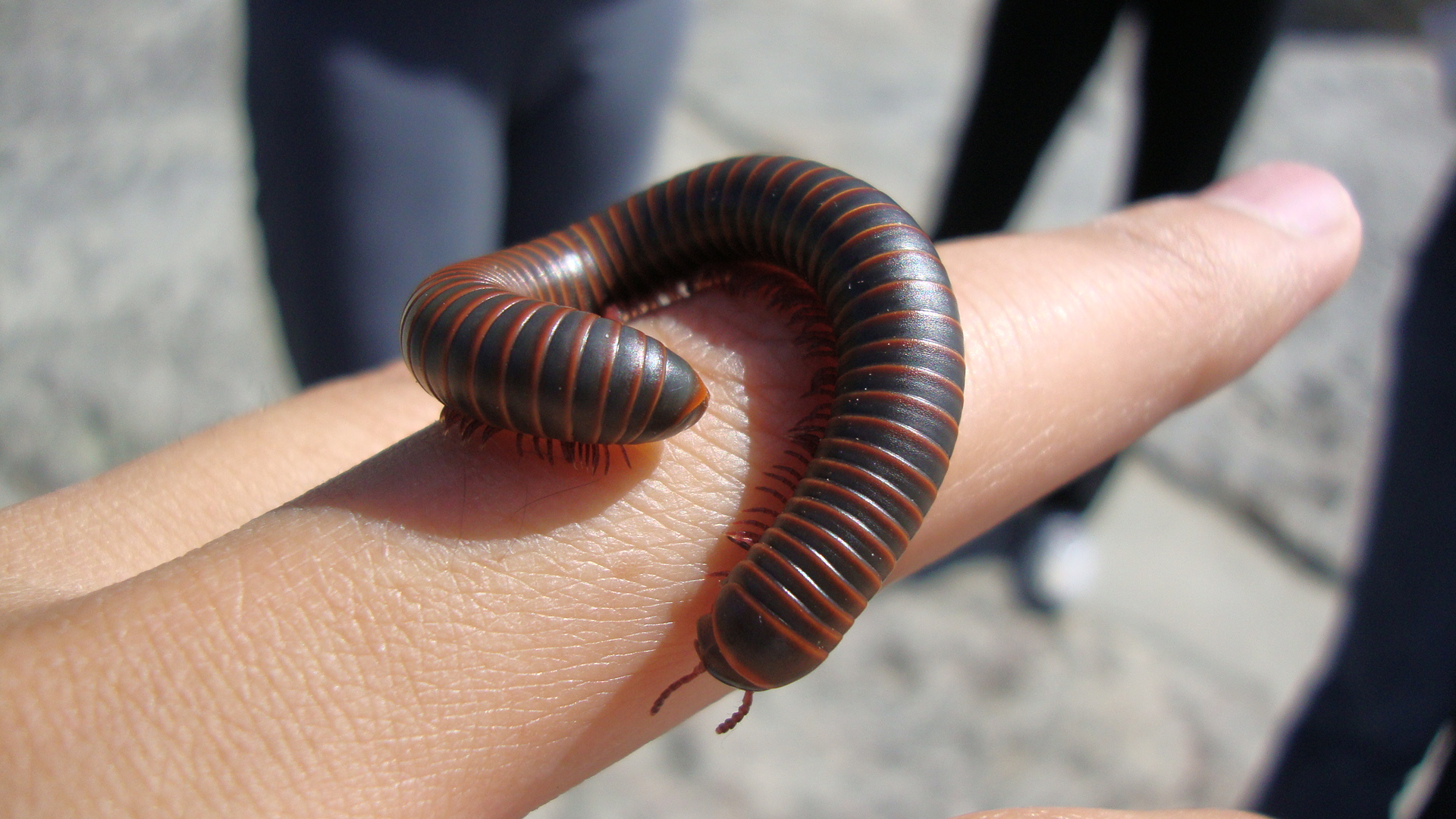
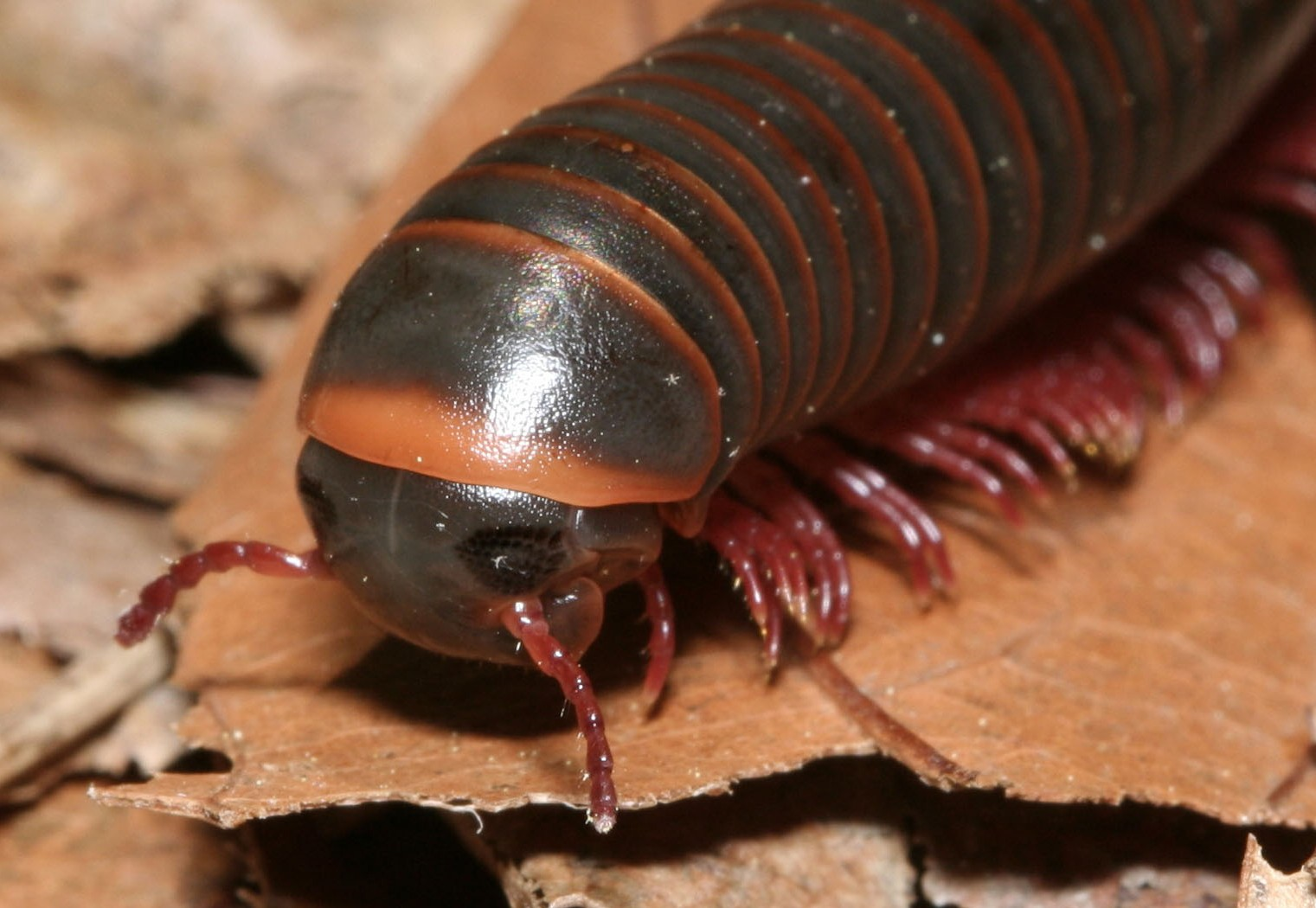